# Liste der Kulturdenkmäler in Bad Bergzabern
In der Liste der Kulturdenkmäler in Bad Bergzabern sind alle Kulturdenkmäler der rheinland-pfälzischen Stadt Bad Bergzabern einschließlich des Stadtteils Blankenborn aufgeführt. Grundlage ist die Denkmalliste des Landes Rheinland-Pfalz (Stand: 14. August 2023).

## Bad Bergzabern

### Denkmalzonen
| Bezeichnung                                    | Lage | Baujahr                 | Beschreibung | Bild                           |
| ---------------------------------------------- | --- | ----------------------- | --- | ------------------------------ |
| Denkmalzone Königstraße und Berggassen-Viertel | Kirchgasse 1–6, Königstraße 6–57 (ohne Nr. 14, 32, 52, 54, 56), Mittlere Berggasse 1–7, Obere Berggasse 1–11, Pfarrgasse 1–12 (ohne Nr. 4), Schloßgasse 1–7, Stockhausgasse 1, 3, 4, 6, Turmstraße 4, Untere Berggasse 1–19, Weinbergstraße 1–6 Lage | 16. bis 19. Jahrhundert | nördliches Drittel der Altstadt mit weitgehend noch anschaulicher Struktur im Wesentlichen des 16. bis 19. Jahrhunderts, zwei- bis dreigeschossige Bebauung oft mit Fachwerk, in der Königstraße Wohn- und Geschäftshäuser | weitere Bilder Fotos hochladen |

### Einzeldenkmäler
| Bezeichnung                                         | Lage                                        | Baujahr                                     | Beschreibung | Bild                           |
| --------------------------------------------------- | ------------------------------------------- | ------------------------------------------- | --- | ------------------------------ |
| Stadtbefestigung                                    | Lage                                        | 13. bis 16. Jahrhundert                     | mit drei erhaltenen Mauertürmen (Dicker Turm, Turmstraße 4; Storchenturm bei Neugasse 30; Stadtmauerturm bei Marktstraße 8), am nördlichen und südlichen Altstadtrand Mauerzüge zum Teil mit Wehrgang erhalten, 13. bis 16. Jahrhundert | weitere Bilder Fotos hochladen |
| Torbogen                                            | Am Plätzel, an Nr. 1 Lage                   | 1602                                        | Renaissance-Torbogen, bezeichnet 1602 | weitere Bilder Fotos hochladen |
| Bahnhof Bad Bergzabern                              | Bahnhofstraße 5 Lage                        | um 1890/1900                                | späthistoristischer Sandsteinquaderbau, Renaissancemotive, Turm, um 1890/1900 | weitere Bilder Fotos hochladen |
| Wohnhaus                                            | Bärengasse 1 Lage                           | 18. Jahrhundert                             | barockes Fachwerkwohnhaus, teilweise massiv, wohl aus dem 18. Jahrhundert | weitere Bilder Fotos hochladen |
| Torbogen                                            | Bärengasse, an Nr. 11 Lage                  | 16. Jahrhundert                             | Torbogen, Renaissance, 16. Jahrhundert | weitere Bilder Fotos hochladen |
| Villa                                               | Bismarckstraße 2 Lage                       | um 1900                                     | Villa; späthistoristischer Sandsteinquaderbau, Renaissancemotive, um 1900 | weitere Bilder Fotos hochladen |
| Villa                                               | Bismarckstraße 4 Lage                       | 1896                                        | Villa; zweieinhalbgeschossiger gründerzeitlicher Walmdachbau, 1896 | weitere Bilder Fotos hochladen |
| Grabmäler auf dem Alten Friedhof                    | Friedhofstraße, auf dem Alten Friedhof Lage | 19. Jahrhundert                             | zahlreiche Grabdenkmäler des 19. Jahrhunderts: Grabmal Johann Christian Kiefer († 1831), gebrochene Säule über Pyramidenstumpf, Sandstein; Grabmal Caroline Franziska Frieder geborene Flimm (erste Hälfte des 19. Jahrhunderts), klassizistische Sandsteinstele mit Relief; Grabmal Conrad Manderscheid (1797–1865), spätklassizistische Stele mit Relief (Händedruck), ausführliche Inschriften; Grabmal Johann Heinrich Christoph Bürger (1775–1842), neugotische turmartige Stele; Grabmal Andreas Raab (1817–1841), neugotische Stele mit Relief, stark verwittert; Grabmal Stephan Friedrich Umpfenbach (1795–1842), verwitterte neugotische Stele                                                                                    | weitere Bilder Fotos hochladen |
| Kriegerdenkmal und Grabmäler auf dem Neuen Friedhof | Friedhofstraße, auf dem Neuen Friedhof Lage | ab dem letzten Drittel des 19. Jahrhunderts | Kriegerdenkmal 1870/71, Sandsteinobelisk mit Reliefs, letztes Drittel des 19. Jahrhunderts; zahlreiche Grabdenkmäler des 19. und frühen 20. Jahrhunderts: Grabmal Karl-Adolf Osterheld († 1899), reich skulptierter Eichenstumpf; Grabmal Elisabeth († 1913) und Peter Barthelmä († 1908), dreiteilige klassizistische Stele mit Bronzerelief; Grabmal Louise († 1906) und Philipp Cuntz († 1907), kleine Anlage mit Schauwand mit Sandsteinrelief; Grabmal Franz-Josef Leiling († 1915), Ädikula mit Salvatorrelief; Grabmal Babette Zettler († 1924), dreiteilige neuklassizistische Anlage, Obelisk mit Bronzerelief; Grabmal für Familie Heinrich Weiß († 1912), überlebensgroße Trauernde mit Urne (Bronzeguss), originale Einfriedung | weitere Bilder Fotos hochladen |
| Mackensen-Kaserne                                   | Kapeller Straße Lage                        | nach 1936                                   | nach 1936 | weitere Bilder Fotos hochladen |
| Wohnhaus                                            | Kettengasse 4/6 Lage                        | 1550                                        | Fachwerk-Doppelhaus, teilweise massiv, bezeichnet 1550, im Wesentlichen aber aus dem 18. Jahrhundert | weitere Bilder Fotos hochladen |
| Altes Rathaus                                       | Königstraße 1 Lage                          | 1705                                        | ehemals Haus Lorch, heute Stadtbücherei; repräsentativer Barockbau, bezeichnet 1705; von 1839 bis 1980 als Rathaus der Stadt genutzt | weitere Bilder Fotos hochladen |
| Stadtmühle                                          | Königstraße 9 Lage                          | erste Hälfte des 19. Jahrhunderts           | zwei- bis dreigeschossige Baugruppe, im Wesentlichen aus der ersten Hälfte des 19. Jahrhunderts | weitere Bilder Fotos hochladen |
| Wohn- und Geschäftshaus                             | Königstraße 11 Lage                         | 16. Jahrhundert                             | Wohn- und Geschäftshaus, dreigeschossiges Fachwerkhaus, teilweise massiv, Krüppelwalmdach, wohl aus dem 16. Jahrhundert | weitere Bilder Fotos hochladen |
| Türsturz                                            | Königstraße, an Nr. 27 Lage                 | 1538                                        | ehemaliger Sturz, bezeichnet 1538 | Fotos hochladen                |
| Gasthaus „Zum Engel“                                | Königstraße 45 Lage                         | vor 1579                                    | ehemaliges herzoglich-zweibrückisches Amtshaus; prächtiger dreigeschossiger Renaissancebau, vor 1579; Ausleger mit Wirtshausschild um 1800, heute Sitz des Stadtmuseums Bad Bergzabern | weitere Bilder Fotos hochladen |
| Gasthaus „Altdeutsches Haus zum Goldenen Löwen“     | Königstraße 50 Lage                         | frühes 17. Jahrhundert                      | ehemaliges Gasthaus „Altdeutsches Haus zum Goldenen Löwen“; Fachwerkbau, wohl aus dem frühen 17. Jahrhundert, massives Erdgeschoss aus dem späten 18. oder frühen 19. Jahrhundert | weitere Bilder Fotos hochladen |
| Inschrift                                           | Königstraße, an Nr. 53 Lage                 | 1723                                        | Bauinschrift an der ehemaligen herzoglich-zweibrückischen Amtschreiberei, bezeichnet 1723 | Fotos hochladen                |
| Gasthaus „Pfälzer Hof“                              | Königstraße 57 Lage                         | 1752                                        | ehemaliges Gasthaus „Pfälzer Hof“, ursprünglich Wohnhaus für Schlossbeamte; Dreiflügelanlage, bezeichnet 1752, Mansardwalmdachbauten; Wirtshausschild, zweite Hälfte des 18. Jahrhunderts | weitere Bilder Fotos hochladen |
| Schloss Bergzabern                                  | Königstraße 61 Lage                         | 1527                                        | Schloss der Herzöge von Pfalz-Zweibrücken; Vierflügelanlage; dreigeschossiger Südtrakt mit Rundtürmen, 1527, Überformung 1720–25, spätgotischer Treppenturm, um 1530; übrige Flügel aus dem 16. Jahrhundert, Architekt wohl Alberlin Tretsch, Stuttgart, Bildhauerarbeiten Michael Henckhell, Meisenheim; Bauinschrift 1725; Erweiterungsbau mit zwei Ecktürmen, wohl unter Johann I. | weitere Bilder Fotos hochladen |
| Post                                                | Königstraße 68 Lage                         | 1920er Jahre                                | Krüppelwalmdachbau, barockisierender Heimatstil, 1920er Jahre | weitere Bilder Fotos hochladen |
| Artilleriebunker                                    | Kurfürstenstraße Lage                       | um 1938                                     | Artilleriebunker, jetzt Westwallmuseum; Teil der Luftverteidigungszone West (LVZ) der Westbefestigung; Stahlbetonkonstruktionen mit Geschützstand, Munitionsraum und Hülsengrube, um 1938 | weitere Bilder Fotos hochladen |
| Berliner Bärenstein                                 | Kurtalstraße, im Kurpark Lage               | 1983                                        | Berliner Meilenstein, Beton, bezeichnet Berlin 730 km, 1983 | weitere Bilder Fotos hochladen |
| Wohnhaus                                            | Kurtalstraße 12 Lage                        | 1937/38                                     | Wohnhaus eines Weingutes; langgestreckter Putzbau, Mischformen Neubarock/Klassizismus, bezeichnet 1937–1938 | weitere Bilder Fotos hochladen |
| Villa                                               | Kurtalstraße 20 Lage                        | 1880                                        | Villa; gründerzeitlicher Mansarddachbau, Neurenaissance, 1880 | weitere Bilder Fotos hochladen |
| Ölmühle                                             | Kurtalstraße 25 Lage                        | 1803                                        | ehemalige Ölmühle, dann Alte Kurverwaltung; nachbarocker Fachwerkbau, teilweise massiv, Krüppelwalmdach, bezeichnet 1803 | weitere Bilder Fotos hochladen |
| Villa Anna                                          | Kurtalstraße 28 Lage                        | Ende des 19. Jahrhunderts                   | eingeschossiger Putzbau, Neurenaissance, Ende des 19. Jahrhunderts | weitere Bilder Fotos hochladen |
| Villa Elisabeth                                     | Kurtalstraße 29 Lage                        | 1898/99                                     | Mansarddachbau, Neurenaissance, bezeichnet 1898/1899 | weitere Bilder Fotos hochladen |
| Wohnhaus                                            | Kurtalstraße 46 Lage                        | 1894/95                                     | drei- bzw. viergeschossiger spätgründerzeitlicher Sandstein- bzw. Klinkerbau, bezeichnet 1894/1895 | weitere Bilder Fotos hochladen |
| Villa                                               | Kurtalstraße 49 Lage                        | 1906/07                                     | Villa; stattlicher Sandsteinbau, Neurenaissance, bezeichnet 1906/1907 | weitere Bilder Fotos hochladen |
| Kurhaus                                             | Kurtalstraße 60 Lage                        | gegen 1900                                  | zweiteiliger spätgründerzeitlicher Sandstein- und Klinkerbau, teilweise Fachwerk, gegen 1900; Brunnen | weitere Bilder Fotos hochladen |
| Stadtmauerturm                                      | Marktstraße, bei Nr. 8 Lage                 | Ende des 13. Jahrhunderts                   | Stadtmauerturm, angeblich vom Ende des 13. Jahrhunderts | weitere Bilder Fotos hochladen |
| Portal                                              | Marktstraße, an Nr. 10 Lage                 | 1766                                        | reiches spätbarockes Oberlichtportal, bezeichnet 1766 | Fotos hochladen                |
| Wohn- und Geschäftshaus                             | Marktstraße 14 Lage                         | 1723                                        | Wohn- und Geschäftshaus; dreigeschossiger Barockbau, bezeichnet 1723 | weitere Bilder Fotos hochladen |
| Protestantische Marktkirche                         | Marktstraße 16/18 Lage                      | 1321–36                                     | vielfach veränderter, im Kern mittelalterlicher Bau, 1321–36; separater Glockenturm (Marktstraße 18), im Unterbau Stadtmauerturm, 14. Jahrhundert, Barockhaube 1772 | weitere Bilder Fotos hochladen |
| Skulptur                                            | Marktstraße, an Nr. 23 Lage                 | Anfang des 16. Jahrhunderts                 | spätgotische Eckfigur, Wappenschilde, Anfang des 16. Jahrhunderts | weitere Bilder Fotos hochladen |
| Hofanlage                                           | Marktstraße 28 Lage                         | 16. bis 19. Jahrhundert                     | Vierseithof, 16. bis 19. Jahrhundert Wohnhaus, bezeichnet 1703, mit hölzerner Galerie, im Kern vermutlich älter; Scheune, bezeichnet 1707 | weitere Bilder Fotos hochladen |
| Haus Messer                                         | Marktstraße 29 Lage                         | um 1600                                     | Wohn- und Geschäftshaus; dreigeschossiger Renaissancebau mit prächtigem Erker, um 1600, bezeichnet 1699 (wohl Umbau) | weitere Bilder Fotos hochladen |
| Adler-Apotheke                                      | Marktstraße 35 Lage                         | 17. Jahrhundert                             | barocker Fachwerkbau, teilweise massiv, 17. Jahrhundert | weitere Bilder Fotos hochladen |
| Portal                                              | Marktstraße, an Nr. 47 Lage                 | 1740                                        | barockes Portal, bezeichnet 1740 | weitere Bilder Fotos hochladen |
| Wohnhaus                                            | Marktstraße 63 Lage                         | 1700                                        | barockes Fachwerkhaus, teilweise massiv, bezeichnet 1700 | weitere Bilder Fotos hochladen |
| Kriegerdenkmal                                      | Marktstraße, Ecke Weinstraße Lage           | nach 1930                                   | Kriegerdenkmal 1914/18; Reiter auf Sandsteinpfeiler, von Ludwig Kern, wohl nach 1930 | weitere Bilder Fotos hochladen |
| Pfeiler                                             | Mittlere Berggasse, an Nr. 5 Lage           | 1567                                        | Sandsteinquader-Eckpfeiler eines Wohnhauses, Renaissancemotive, bezeichnet 1567 | weitere Bilder Fotos hochladen |
| Stadtmauer                                          | Neugasse, in Nr. 22–30 Lage                 | 13. bis 16. Jahrhundert                     | Stadtmauer am Südrand der Altstadt, Quaderwerk, 13. bis 16. Jahrhundert, teilweise mit Wohnhäusern überbaut | weitere Bilder Fotos hochladen |
| Torbogen                                            | Neugasse, an Nr. 24 Lage                    | 1615                                        | Renaissance-Torbogen, bezeichnet 1615 | Fotos hochladen                |
| Torbogen                                            | Neugasse, an Nr. 26 Lage                    | 16. oder 17. Jahrhundert                    | Torbogen, 16. oder 17. Jahrhundert | Fotos hochladen                |
| Hofanlage                                           | Neugasse 30 Lage                            | 17. Jahrhundert                             | Hofanlage; Fachwerkhaus, teilweise massiv, Walm- und Krüppelwalmdach, im Kern wohl aus dem 17. Jahrhundert, Bruchsteinscheune | weitere Bilder Fotos hochladen |
| Storchenturm                                        | Neugasse, bei Nr. 30 Lage                   | Anfang des 16. Jahrhunderts                 | ehemaliger Stadtmauerturm, Anfang des 16. Jahrhunderts | weitere Bilder Fotos hochladen |
| Torbogen                                            | Neugasse, an Nr. 34 Lage                    | 1602                                        | Renaissance-Torbogen, Fenstergewände, bezeichnet 1602 (?) | weitere Bilder Fotos hochladen |
| Torbogen                                            | Obere Berggasse, an Nr. 7 Lage              | 1607                                        | Renaissance-Torbogen, bezeichnet 1607 | weitere Bilder Fotos hochladen |
| Protestantische Bergkirche                          | Obere Berggasse 10 Lage                     | 1733                                        | ehemalige lutherische Schlosskirche, barocker Saalbau, bezeichnet 1733; Glocke, bezeichnet 1733 | weitere Bilder Fotos hochladen |
| Portal                                              | Pfarrgasse, an Nr. 5/7 Lage                 | 1580                                        | Renaissance-Portal, bezeichnet 1580 und 1719 | weitere Bilder Fotos hochladen |
| Spolien                                             | Pfarrgasse, an Nr. 9 Lage                   | um 1600                                     | Renaissance-Konsole, um 1600; Reste des Stadtmauerwehrgangs | weitere Bilder Fotos hochladen |
| Hotel Rössel                                        | Schlittstraße 2 Lage                        | zweite Hälfte des 18. Jahrhunderts          | spätbarockes Fachwerkhaus, teilweise massiv, zweite Hälfte des 18. Jahrhunderts | weitere Bilder Fotos hochladen |
| Torbogen                                            | Schlittstraße, zu Nr. 2 Lage                | 18. Jahrhundert                             | barocker Torbogen, 18. Jahrhundert | weitere Bilder Fotos hochladen |
| Wohnhäuser                                          | Schloßgasse 3/5/7 Lage                      | 18. Jahrhundert                             | ehemalige Nebengebäude des Schlosses; dreiteilige dreigeschossige barocke Wohnhauszeile, drei Torbögen, 18. Jahrhundert | weitere Bilder Fotos hochladen |
| Stadtmauer                                          | Schloßgasse, in Nr. 3 ff. Lage              | 13. bis 16. Jahrhundert                     | Stadtmauerreste am Nordrand der Altstadt, Quaderwerk, 13. bis 16. Jahrhundert, teilweise mit Wohnhäusern überbaut | Fotos hochladen                |
| Torbogen                                            | Stockhausgasse, an Nr. 2 Lage               | 1599                                        | Renaissance-Torbogen, bezeichnet 1599 | weitere Bilder Fotos hochladen |
| Dicker Turm                                         | Turmstraße 4 Lage                           | spätes 13. Jahrhundert                      | ehemaliger Stadtmauerturm, spätes 13. Jahrhundert, Erhöhung im 16. Jahrhundert | weitere Bilder Fotos hochladen |
| Lutherisches Pfarrhaus                              | Untere Berggasse 5/7 Lage                   | 1739                                        | ehemaliges lutherisches Pfarrhaus; zweiteiliger barocker Walmdachbau, 1739, Erweiterung 1755 | weitere Bilder Fotos hochladen |
| Wohnhaus                                            | Untere Berggasse 19 Lage                    | Ende des 18. Jahrhunderts                   | Wohnhaus, spätbarocker Walmdachbau, Ende des 18. Jahrhunderts | weitere Bilder Fotos hochladen |
| Kneipp-Kurhotel Heist                               | Weinstraße 10 Lage                          | 1891/92                                     | ehemaliges Kneipp-Kurhotel Heist, Villa; gründerzeitlicher Mansarddachbau, Treppenturm, Neurenaissance, 1891/92 | weitere Bilder Fotos hochladen |
| Villa Hubertus                                      | Weinstraße 13 Lage                          | 1901/02                                     | Mansardwalmdachbau, Neurenaissance, 1901/02 | weitere Bilder Fotos hochladen |
| Katholische Pfarrkirche St. Martin                  | Weinstraße 34 Lage                          | 1879/80                                     | neugotischer Sandsteinquader-Saalbau, querhausartige Giebelfronten, 1879/80, Franz Schöberl, Speyer | weitere Bilder Fotos hochladen |
| Katholisches Pfarrhaus                              | Weinstraße 36 Lage                          | 1894                                        | neugotischer Walmdachbau, Rotsandstein, 1894 | weitere Bilder Fotos hochladen |
| Amtsgericht                                         | Weinstraße 46 Lage                          | um 1900/05                                  | ehemaliges Amtsgericht; neubarocker Mansardwalmdachbau, um 1900/05 | weitere Bilder Fotos hochladen |
| Wohnhaus                                            | Weinstraße 77 Lage                          | um 1890/1900                                | gründerzeitlicher Mansardwalmdachbau, um 1890/1900 | weitere Bilder Fotos hochladen |
| Villa Emilienruhe                                   | Weinstraße 91, an der L 508 Lage            | um 1900/10                                  | stattliche Villa, Landhausstil, um 1900/10 | weitere Bilder Fotos hochladen |
| Villa Zickzack                                      | Zeppelinstraße 1 Lage                       | 17. Jahrhundert                             | ehemaliges Lustschlösschen; eingeschossige schlossartige Anlage, im Kern aus dem 17. Jahrhundert, wiederholt umgebaut, insbesondere 1910 | weitere Bilder Fotos hochladen |
| Garteneinfassung                                    | Zeppelinstraße, zu Nr. 13 Lage              | um 1905/10                                  | Gartenmauer, Zaun, Tor, Jugendstil, um 1905/10 | weitere Bilder Fotos hochladen |
| Villa                                               | Zeppelinstraße 17 Lage                      | um 1905                                     | Jugendstil-Villa, um 1905 | weitere Bilder Fotos hochladen |
| Paulus-Stift Liebfrauenberg                         | Liebfrauenberg, nordwestlich der Stadt Lage | 1899                                        | malerische Anlage in Heimatstil, Kapelle mit Zwiebelhaube | weitere Bilder Fotos hochladen |

## Blankenborn

### Einzeldenkmäler
| Bezeichnung                         | Lage                  | Baujahr | Beschreibung                                                           | Bild                           |
| ----------------------------------- | --------------------- | ------- | ---------------------------------------------------------------------- | ------------------------------ |
| Schulhaus                           | Am Bühl 4 Lage        | 1906    | ehemalige Schule; eingeschossiger Sandsteinquaderbau, bezeichnet 1906  | weitere Bilder Fotos hochladen |
| Katholische Kirche St. Bartholomäus | Zum Abtskopf Lage     | 1765    | dreiachsiger Walmdachbau mit Dachreiter, 1765                          | weitere Bilder Fotos hochladen |
| Reliefs                             | Zum Abtskopf Lage     |         | vier barocke Reliefs an der Friedhofsmauer bei der katholischen Kirche | weitere Bilder Fotos hochladen |
| Hofanlage                           | Zum Holderbild 1 Lage | 1804    | eingeschossige Einfirstanlage, Fachwerkbau, bezeichnet 1804            | weitere Bilder Fotos hochladen |

### Ehemalige Kulturdenkmäler
| Bezeichnung | Lage                 | Baujahr | Beschreibung | Bild                           |
| ----------- | -------------------- | ------- | --- | ------------------------------ |
| Hofanlage   | Zum Abtskopf 34 Lage | 1838    | eingeschossige Einfirstanlage, bezeichnet 1838, rückwärtig Wirtschaftsgebäude, Sandsteinquader; Wohnhaus durch Neubau ersetzt, Objekt aus Denkmalliste gelöscht | weitere Bilder Fotos hochladen |